# Radek Bejbl
Radek Bejbl (* 29. August 1972 in Nymburk) ist ein ehemaliger tschechischer Fußballspieler.

## Vereinskarriere
Der Tscheche begann seine Profikarriere im Jahre 1990 mit 18 Jahren bei SK Slavia Praha. Er spielte sich rasch in die Startelf. Seine erfolgreichste Saison erlebte Radek Bejbl mit dem Verein 1995/96. Slavia Praha wurde tschechischer Meister und erreichte das UEFA-Pokal-Halbfinale. Diese brachte der gesamte Mannschaft große internationale Aufmerksamkeit. Schließlich wurde der Tscheche vom spanischen Erstligisten Atlético Madrid abgeworben.
Mit Atlético Madrid hatte er sowohl national – er erreichte zwei Mal das spanische Cupfinale – sowie international in der UEFA Champions League und im UEFA Cup Erfolge, einen Titel gewann Radek Bejbl in Spanien jedoch nicht. Nachdem im Jahr 2000 noch dazu der Abstieg Madrids aus der Primera División erfolgt war, verließ der Verteidiger nach 105 Meisterschaftsspiele und 2 Toren Spanien. Radek Bejbl ging nach Frankreich, zum Erstligisten RC Lens. In der zweiten Saison beim französischen Verein kam Radek Bejbl nur noch selten zum Einsatz, so dass er am Saisonende 2002 in seine Heimat zu SK Slavia Praha zurückkehrte.
Radek Bejbl konnte jedoch nicht mehr mit dem Verein an vergangene Erfolge anschließen und ging im Jahre 2005 wiederum ins Ausland. Bis dahin hatte er 240 Meisterschaftsspiele für Prag absolviert und mit 27 Tore in der tschechischen Liga auch seine Torgefährlichkeit als Abwehrspieler unter Beweis gestellt. Im Jahr 2005 wechselte der Tscheche schließlich nach Wien zum österreichischen Erstligisten Rapid Wien. Im Mai 2007 lief jedoch sein Vertrag bei Rapid aus, sein Vertrag wurde nicht verlängert. Er wechselte ablösefrei zum FC Slovan Liberec. Nach der Saison 2007/08 beendete Bejbl seine Karriere.

## Nationalmannschaft
Radek Bejbl absolvierte bislang insgesamt 56 Länderspiele für Tschechien. Sein erstes Länderspiel absolvierte er allerdings schon am 4. Januar 1992 für die damalige ČSFR, am 28. April 1993 lief er für die gemeinsame Mannschaft aus Tschechen und Slowaken, RCS, auf. Schon in seiner Jugend hatte Bejbl in Junioren-Auswahlmannschaften der Tschechoslowakei gespielt.
Der größte Erfolg als tschechischer Nationalspieler war das Erreichen des Europameisterschaftsfinale 1996 gegen Deutschland. Im Rahmen dieses Turnieres gelang dem Verteidiger auch sein erstes Tor für Tschechien – der 2:1-Siegtreffer gegen Italien. Sein letztes Länderspiel bestritt Radek Bejbl beim 3:1-Sieg gegen Nordirland im Juni 2001.

## Sportliche Erfolge
- 1 × Tschechischer Meister: 1995/96
- 1 × Europameisterschaftsfinale: 1996
- 2 × Copa-del-Rey-Finale: 1998/99, 1999/2000